# Bouroum
Pour les articles homonymes, voir Bouroum (homonymie).
Ne doit pas être confondu avec Bouroum-Bouroum.
Bouroum est un village et le chef-lieu du département et la commune rurale de Bouroum, situé dans la province du Namentenga et la région du Centre-Nord au Burkina Faso. 

## Géographie
Bouroum est situé à 40 km au nord-ouest de Tougouri et de la route nationale 3.

## Histoire
Comme tout le département, Bouroum subit depuis 2016 les conséquences des attaques terroristes djihadistes avec des morts et des déplacés internes.

## Économie
L'économie de Bouroum est basée sur l'agro-pastoralisme possible notamment par la présence du lac de retenue du barrage de Bouroum qui permet l'irrigation des cultures maraîchères dans son bas-fond agricole. Depuis la mise en activité des mines aurifères exploitées de manière artisanale puis industriel à partir de 2018 et les permis accordés à l'entreprise russe Nordgold, la ville bénéficie également des retombées indirectes de la production d'or.

## Éducation et santé
Bouroum accueille un centre de santé et de promotion sociale (CSPS) tandis que le centre médical (CM) de la province se trouve à Tougouri.
Le village possède une école primaire publique ainsi que le lycée départemental. Cependant les attaques terroristes depuis 2016 ont entraîné un exode majeur des élèves (et de leurs familles) et la fermeture du lycée depuis mars 2019.